# Liste des matchs de l'équipe des Bahamas de football par adversaire
Cette liste présente les matchs de l'équipe des Bahamas de football par adversaire rencontré.
- Haut – A
- B
- C
- D
- E
- F
- G
- H
- I
- J
- K
- L
- M
- N
- O
- P
- Q
- R
- S
- T
- U
- V
- W
- X
- Y
- Z

## A

### Anguilla
Confrontations entre les Bahamas et Anguilla en matchs officiels :
| # | Date             | Lieu       | Match              | Score | Compétition                                           |
| - | ---------------- | ---------- | ------------------ | ----- | ----------------------------------------------------- |
| 1 | 5 mars 2000      | The Valley | Anguilla - Bahamas | 1-3   | Qualifications pour la Coupe du monde 2002 (1er tour) |
| 2 | 19 mars 2000     | Nassau     | Bahamas - Anguilla | 2-1   | Qualifications pour la Coupe du monde 2002 (1er tour) |
| 3 | 18 novembre 2018 | Nassau     | Bahamas - Anguilla | 1-1   | Qualifications pour la Gold Cup 2019                  |

| Rencontres | Victoire | Nul | Défaite | BM | BE |
| ---------- | -------- | --- | ------- | -- | -- |
| 3          | 2        | 1   | 0       | 6  | 3  |

### Antigua-et-Barbuda
Confrontations entre Antigua-et-Barbuda et les Bahamas :
| # | Date            | Lieu   | Match                        | Score | Compétition                          |
| - | --------------- | ------ | ---------------------------- | ----- | ------------------------------------ |
| 1 | 12 octobre 2018 | Nassau | Bahamas - Antigua-et-Barbuda | 0-6   | Qualifications pour la Gold Cup 2019 |

| Rencontres | Victoire | Nul | Défaite | BM | BE |
| ---------- | -------- | --- | ------- | -- | -- |
| 1          | 0        | 0   | 1       | 0  | 6  |

### Antilles néerlandaises
Confrontations entre les Bahamas et les Antilles néerlandaises en matchs officiels :
| # | Date        | Lieu   | Match                            | Score | Compétition                                              |
| - | ----------- | ------ | -------------------------------- | ----- | -------------------------------------------------------- |
| 1 | 3 mars 1970 | Panama | Bahamas - Antilles néerlandaises | 1-8   | Jeux d’Amérique centrale et des Caraïbes 1970 (Groupe B) |

| Rencontres | Victoire | Nul | Défaite | BM | BE |
| ---------- | -------- | --- | ------- | -- | -- |
| 1          | 0        | 0   | 1       | 1  | 8  |

## B

### Barbade
Confrontations entre la Barbade et les Bahamas en matchs officiels :
| # | Date             | Lieu       | Match             | Score | Compétition                     |
| - | ---------------- | ---------- | ----------------- | ----- | ------------------------------- |
| 1 | 19 novembre 2006 | Bridgetown | Barbade - Bahamas | 2-1   | Coupe caribéenne 2007 (2e tour) |

| Rencontres | Victoire | Nul | Défaite | BM | BE |
| ---------- | -------- | --- | ------- | -- | -- |
| 1          | 0        | 0   | 1       | 1  | 2  |

### Belize
Confrontations entre le Belize et les Bahamas en matchs officiels :
| # | Date             | Lieu     | Match            | Score | Compétition                          |
| - | ---------------- | -------- | ---------------- | ----- | ------------------------------------ |
| 1 | 7 septembre 2018 | Belmopan | Belize - Bahamas | 4-0   | Qualifications pour la Gold Cup 2019 |

| Rencontres | Victoire | Nul | Défaite | BM | BE |
| ---------- | -------- | --- | ------- | -- | -- |
| 1          | 0        | 0   | 1       | 0  | 4  |

### Bermudes
Confrontations entre les Bermudes et les Bahamas en matchs officiels :
| # | Date          | Lieu           | Match              | Score | Compétition                                              |
| - | ------------- | -------------- | ------------------ | ----- | -------------------------------------------------------- |
| 1 | 6 mars 1974   | Saint-Domingue | Bermudes - Bahamas | 3-0   | Jeux d'Amérique centrale et des Caraïbes 1974 (Groupe B) |
| 2 | 6 août 1982   | La Havane      | Bermudes - Bahamas | 3-0   | Jeux d'Amérique centrale et des Caraïbes 1982 (Groupe A) |
| 3 | 5 mai 1999    | Hamilton       | Bermudes - Bahamas | 6-0   | Coupe caribéenne 1999 (Tour préliminaire)                |
| 4 | 21 avril 2006 | Bridgetown     | Bahamas - Bermudes | 0-4   | Coupe caribéenne 2007 (2e tour)                          |
| 5 | 25 mars 2015  | Nassau         | Bahamas - Bermudes | 0-5   | Qualifications pour la Coupe du monde 2018 (1er tour)    |
| 6 | 29 mars 2015  | Hamilton       | Bermudes - Bahamas | 3-0   | Qualifications pour la Coupe du monde 2018 (1er tour)    |

| Rencontres | Victoire | Nul | Défaite | BM | BE |
| ---------- | -------- | --- | ------- | -- | -- |
| 6          | 0        | 0   | 6       | 0  | 24 |

### Bonaire
Confrontations entre Bonaire et les Bahamas en matchs officiels :
| # | Date             | Lieu       | Match             | Score | Compétition                                      |
| - | ---------------- | ---------- | ----------------- | ----- | ------------------------------------------------ |
| 1 | 9 septembre 2019 | Nassau     | Bahamas - Bonaire | 2-1   | Ligue des nations 2019-2020 (Ligue C - Groupe B) |
| 2 | 17 novembre 2019 | Willemstad | Bonaire - Bahamas | 1-1   | Ligue des nations 2019-2020 (Ligue C - Groupe B) |

| Rencontres | Victoire | Nul | Défaite | BM | BE |
| ---------- | -------- | --- | ------- | -- | -- |
| 2          | 1        | 1   | 0       | 3  | 2  |

## C

### Cuba
Confrontations entre Cuba et les Bahamas en matchs officiels :
| # | Date             | Lieu           | Match          | Score | Compétition                                              |
| - | ---------------- | -------------- | -------------- | ----- | -------------------------------------------------------- |
| 1 | 10 août 1982     | La Havane      | Cuba - Bahamas | 1-0   | Jeux d'Amérique centrale et des Caraïbes 1982 (Groupe A) |
| 2 | 30 juin 1986     | Saint-Domingue | Cuba - Bahamas | 1-0   | Match amical                                             |
| 3 | 7 mai 1999       | Hamilton       | Cuba - Bahamas | 7-0   | Coupe caribéenne 1999 (2e tour)                          |
| 4 | 4 septembre 2006 | La Havane      | Cuba - Bahamas | 6-0   | Coupe caribéenne 2007 (1er tour)                         |

| Rencontres | Victoire | Nul | Défaite | BM | BE |
| ---------- | -------- | --- | ------- | -- | -- |
| 4          | 0        | 0   | 4       | 0  | 15 |

## D

### Dominique
Confrontations entre la Dominique et les Bahamas en matchs officiels :
| # | Date         | Lieu   | Match               | Score | Compétition                                                       |
| - | ------------ | ------ | ------------------- | ----- | ----------------------------------------------------------------- |
| 1 | 26 mars 2004 | Nassau | Dominique - Bahamas | 1-1   | Qualifications pour la Coupe du monde 2006 (1er tour - 1re phase) |
| 2 | 28 mars 2004 | Nassau | Bahamas - Dominique | 1-3   | Qualifications pour la Coupe du monde 2006 (1er tour - 1re phase) |
| 3 | 23 mars 2019 | Roseau | Dominique - Bahamas | 4-0   | Qualifications pour la Gold Cup 2019                              |

| Rencontres | Victoire | Nul | Défaite | BM | BE |
| ---------- | -------- | --- | ------- | -- | -- |
| 3          | 0        | 1   | 2       | 2  | 8  |

## G

### Guadeloupe
Confrontations entre la Guadeloupe et les Bahamas en matchs officiels :
| # | Date           | Lieu            | Match                | Score | Compétition                                     |
| - | -------------- | --------------- | -------------------- | ----- | ----------------------------------------------- |
| 1 | 3 juillet 2021 | Fort Lauderdale | Guadeloupe - Bahamas | 2-0   | Qualifications pour la Gold Cup 2021 (1er tour) |

| Rencontres | Victoire | Nul | Défaite | BM | BE |
| ---------- | -------- | --- | ------- | -- | -- |
| 1          | 0        | 0   | 1       | 0  | 2  |

### Guyana
Confrontations entre le Guyana et les Bahamas en matchs officiels :
| # | Date            | Lieu           | Match            | Score | Compétition                                           |
| - | --------------- | -------------- | ---------------- | ----- | ----------------------------------------------------- |
| 1 | 25 janvier 1987 | Nassau         | Bahamas - Guyana | 1-3   | Tournoi pré-olympique 1988 (1er tour)                 |
| 2 | 22 février 1987 | Georgetown     | Guyana - Bahamas | 3-0   | Tournoi pré-olympique 1988 (1er tour)                 |
| 3 | 30 mars 2021    | Saint-Domingue | Guyana - Bahamas | 4-0   | Qualifications pour la Coupe du monde 2022 (1er tour) |

| Rencontres | Victoire | Nul | Défaite | BM | BE |
| ---------- | -------- | --- | ------- | -- | -- |
| 3          | 0        | 0   | 3       | 1  | 10 |

## H

### Haïti
Confrontations entre Haïti et les Bahamas en matchs officiels :
| # | Date              | Lieu           | Match           | Score | Compétition                                           |
| - | ----------------- | -------------- | --------------- | ----- | ----------------------------------------------------- |
| 1 | 1er avril 2000    | Port-au-Prince | Haïti - Bahamas | 9-0   | Qualifications pour la Coupe du monde 2002 (1er tour) |
| 2 | 16 avril 2000     | Nassau         | Bahamas - Haïti | 0-4   | Qualifications pour la Coupe du monde 2002 (1er tour) |
| 3 | 21 septembre 2001 | Nassau         | Bahamas - Haïti | 0-2   | Match amical                                          |
| 4 | 27 décembre 2003  | Miami          | Haïti - Bahamas | 6-0   | Match amical                                          |

| Rencontres | Victoire | Nul | Défaite | BM | BE |
| ---------- | -------- | --- | ------- | -- | -- |
| 4          | 0        | 0   | 4       | 0  | 21 |

## I

### Îles Caïmans
Confrontations entre les Îles Caïmans et les Bahamas en matchs officiels :
| # | Date              | Lieu        | Match                  | Score | Compétition                      |
| - | ----------------- | ----------- | ---------------------- | ----- | -------------------------------- |
| 1 | 9 mai 1999        | Hamilton    | Îles Caïmans - Bahamas | 4-1   | Coupe caribéenne 1999 (2e tour)  |
| 2 | 23 septembre 1999 | George Town | Îles Caïmans - Bahamas | 4-0   | Match amical                     |
| 3 | 2 septembre 2006  | La Havane   | Bahamas - Îles Caïmans | 3-1   | Coupe caribéenne 2007 (1er tour) |

| Rencontres | Victoire | Nul | Défaite | BM | BE |
| ---------- | -------- | --- | ------- | -- | -- |
| 3          | 1        | 0   | 2       | 4  | 9  |

### Îles Turques-et-Caïques
Confrontations entre les Îles Turques-et-Caïques et les Bahamas en matchs officiels :
| # | Date             | Lieu           | Match                             | Score | Compétition                                           |
| - | ---------------- | -------------- | --------------------------------- | ----- | ----------------------------------------------------- |
| 1 | 24 février 1999  | Nassau         | Bahamas - Îles Turques-et-Caïques | 3-0   | Coupe caribéenne 1999 (Tour préliminaire)             |
| 2 | 6 septembre 2006 | La Havane      | Bahamas - Îles Turques-et-Caïques | 3-2   | Coupe caribéenne 2007 (1er tour)                      |
| 3 | 2 juillet 2011   | Providenciales | Îles Turques-et-Caïques - Bahamas | 0-4   | Qualifications pour la Coupe du monde 2014 (1er tour) |
| 4 | 9 juillet 2011   | Nassau         | Bahamas - Îles Turques-et-Caïques | 6-0   | Qualifications pour la Coupe du monde 2014 (1er tour) |
| 5 | 16 mars 2019     | Nassau         | Bahamas - Îles Turques-et-Caïques | 6-1   | Match amical                                          |
| 6 | 12 mai 2022      | Nassau         | Bahamas - Îles Turques-et-Caïques | 4-2   | Match amical                                          |
| 7 | 15 mai 2022      | Nassau         | Bahamas - Îles Turques-et-Caïques | 1-2   | Match amical                                          |
| 8 | 3 mars 2023      | Nassau         | Bahamas - Îles Turques-et-Caïques | 1-2   | Match amical                                          |
| 9 | 4 mars 2023      | Nassau         | Bahamas - Îles Turques-et-Caïques | 2-0   | Match amical                                          |

| Rencontres | Victoire | Nul | Défaite | BM | BE |
| ---------- | -------- | --- | ------- | -- | -- |
| 9          | 7        | 0   | 2       | 30 | 9  |

### Îles Vierges britanniques
Confrontations entre les Îles Vierges britanniques et les Bahamas en matchs officiels :
| # | Date             | Lieu       | Match                               | Score | Compétition                                           |
| - | ---------------- | ---------- | ----------------------------------- | ----- | ----------------------------------------------------- |
| 1 | 26 mars 2008     | Nassau     | Bahamas - Îles Vierges britanniques | 1-1   | Qualifications pour la Coupe du monde 2010 (1er tour) |
| 2 | 30 mars 2008     | Nassau     | Îles Vierges britanniques - Bahamas | 2-2   | Qualifications pour la Coupe du monde 2010 (1er tour) |
| 3 | 10 octobre 2019  | Basseterre | Îles Vierges britanniques - Bahamas | 0-4   | Ligue des nations 2019-2020 (Ligue C - Groupe B)      |
| 4 | 14 novembre 2019 | Nassau     | Bahamas - Îles Vierges britanniques | 3-0   | Ligue des nations 2019-2020 (Ligue C - Groupe B)      |

| Rencontres | Victoire | Nul | Défaite | BM | BE |
| ---------- | -------- | --- | ------- | -- | -- |
| 4          | 2        | 2   | 0       | 10 | 3  |

### Îles Vierges des États-Unis
Confrontations entre les Îles Vierges des États-Unis et les Bahamas en matchs officiels :
| # | Date            | Lieu   | Match                                 | Score | Compétition                               |
| - | --------------- | ------ | ------------------------------------- | ----- | ----------------------------------------- |
| 1 | 28 février 1999 | Nassau | Bahamas - Îles Vierges des États-Unis | 0-0   | Coupe caribéenne 1999 (Tour préliminaire) |

| Rencontres | Victoire | Nul | Défaite | BM | BE |
| ---------- | -------- | --- | ------- | -- | -- |
| 1          | 0        | 1   | 0       | 0  | 0  |

## J

### Jamaïque
Confrontations entre la Jamaïque et les Bahamas en matchs officiels :
| # | Date         | Lieu     | Match              | Score | Compétition                                         |
| - | ------------ | -------- | ------------------ | ----- | --------------------------------------------------- |
| 1 | 15 juin 2008 | Kingston | Jamaïque - Bahamas | 7-0   | Qualification pour la Coupe du monde 2010 (2e tour) |
| 2 | 18 juin 2008 | Trelawny | Bahamas - Jamaïque | 0-6   | Qualification pour la Coupe du monde 2010 (2e tour) |

| Rencontres | Victoire | Nul | Défaite | BM | BE |
| ---------- | -------- | --- | ------- | -- | -- |
| 2          | 0        | 0   | 2       | 0  | 13 |

## M

### Mexique
Confrontations entre le Mexique et les Bahamas en matchs officiels :
| # | Date        | Lieu           | Match             | Score | Compétition                                              |
| - | ----------- | -------------- | ----------------- | ----- | -------------------------------------------------------- |
| 1 | 8 mars 1974 | Saint-Domingue | Bahamas - Mexique | 0-3   | Jeux d’Amérique centrale et des Caraïbes 1974 (Groupe B) |
| 2 | 8 mai 1983  | Toluca         | Mexique - Bahamas | 6-0   | Tournoi pré-olympique 1984 (1er tour)                    |
| 3 | 15 mai 1983 | Nassau         | Bahamas - Mexique | 0-0   | Tournoi pré-olympique 1984 (1er tour)                    |

| Rencontres | Victoire | Nul | Défaite | BM | BE |
| ---------- | -------- | --- | ------- | -- | -- |
| 3          | 0        | 1   | 2       | 0  | 9  |

## N

### Nicaragua
Confrontations entre le Nicaragua et les Bahamas en matchs officiels :
| # | Date         | Lieu    | Match               | Score | Compétition                                      |
| - | ------------ | ------- | ------------------- | ----- | ------------------------------------------------ |
| 1 | 10 juin 2022 | Nassau  | Bahamas - Nicaragua | 0-2   | Ligue des nations 2022-2023 (Ligue B - Groupe C) |
| 2 | 13 juin 2022 | Managua | Nicaragua - Bahamas | 4-0   | Ligue des nations 2022-2023 (Ligue B - Groupe C) |

| Rencontres | Victoire | Nul | Défaite | BM | BE |
| ---------- | -------- | --- | ------- | -- | -- |
| 2          | 0        | 0   | 2       | 0  | 6  |

## P

### Panama
Confrontations entre le Panama et les Bahamas en matchs officiels :
| # | Date            | Lieu           | Match            | Score | Compétition                                              |
| - | --------------- | -------------- | ---------------- | ----- | -------------------------------------------------------- |
| 1 | 28 février 1974 | Saint-Domingue | Bahamas - Panama | 1-0   | Jeux d'Amérique centrale et des Caraïbes 1974 (Groupe B) |

| Rencontres | Victoire | Nul | Défaite | BM | BE |
| ---------- | -------- | --- | ------- | -- | -- |
| 1          | 1        | 0   | 0       | 1  | 0  |

### Porto Rico
Confrontations entre Porto Rico et les Bahamas en matchs officiels :
| # | Date          | Lieu      | Match                | Score | Compétition                                              |
| - | ------------- | --------- | -------------------- | ----- | -------------------------------------------------------- |
| 1 | 8 mars 1970   | Panama    | Porto Rico - Bahamas | 3-0   | Jeux d'Amérique centrale et des Caraïbes 1970 (Groupe B) |
| 2 | 1er août 1982 | La Havane | Porto Rico - Bahamas | 4-1   | Jeux d'Amérique centrale et des Caraïbes 1982 (Groupe A) |
| 3 | 2 juin 2021   | Mayagüez  | Porto Rico - Bahamas | 7-0   | Qualifications pour la Coupe du monde 2022 (1er tour)    |

| Rencontres | Victoire | Nul | Défaite | BM | BE |
| ---------- | -------- | --- | ------- | -- | -- |
| 3          | 0        | 0   | 3       | 1  | 14 |

## R

### République dominicaine
Confrontations entre la République dominicaine et les Bahamas en matchs officiels :
| # | Date        | Lieu           | Match                            | Score | Compétition                                              |
| - | ----------- | -------------- | -------------------------------- | ----- | -------------------------------------------------------- |
| 1 | 4 mars 1974 | Saint-Domingue | République dominicaine - Bahamas | 2-0   | Jeux d'Amérique centrale et des Caraïbes 1974 (Groupe B) |

| Rencontres | Victoire | Nul | Défaite | BM | BE |
| ---------- | -------- | --- | ------- | -- | -- |
| 1          | 0        | 0   | 1       | 0  | 2  |

## S

### Saint-Christophe-et-Niévès
Confrontations entre Saint-Christophe-et-Niévès et les Bahamas en matchs officiels :
| # | Date         | Lieu   | Match                                     | Score | Compétition                                          |
| - | ------------ | ------ | ----------------------------------------- | ----- | ---------------------------------------------------- |
| 1 | 27 mars 2021 | Nassau | Bahamas - Saint-Vincent-et-les-Grenadines | 0-4   | Qualification pour la Coupe du monde 2022 (1er tour) |

| Rencontres | Victoire | Nul | Défaite | BM | BE |
| ---------- | -------- | --- | ------- | -- | -- |
| 1          | 0        | 0   | 1       | 0  | 4  |

### Saint-Martin
Confrontations entre Saint-Martin et les Bahamas en matchs officiels:
| # | Date         | Lieu         | Match                  | Score | Compétition  |
| - | ------------ | ------------ | ---------------------- | ----- | ------------ |
| 1 | 26 mars 2022 | Sandy-Ground | Saint-Martin - Bahamas | 2-0   | Match amical |

| Rencontres | Victoire | Nul | Défaite | BM | BE |
| ---------- | -------- | --- | ------- | -- | -- |
| 1          | 0        | 0   | 1       | 0  | 2  |

### Saint-Vincent-et-les-Grenadines
Confrontations entre Saint-Vincent-et-les-Grenadines et les Bahamas en matchs officiels :
| # | Date             | Lieu       | Match                                     | Score | Compétition                                      |
| - | ---------------- | ---------- | ----------------------------------------- | ----- | ------------------------------------------------ |
| 1 | 23 novembre 2006 | Bridgetown | Bahamas - Saint-Vincent-et-les-Grenadines | 2-3   | Coupe caribéenne 2007 (2e tour)                  |
| 2 | 3 juin 2022      | Nassau     | Bahamas - Saint-Vincent-et-les-Grenadines | 1-0   | Ligue des nations 2022-2023 (Ligue B - Groupe C) |
| 3 | 27 mars 2023     | Arnos Vale | Saint-Vincent-et-les-Grenadines - Bahamas | 1-1   | Ligue des nations 2022-2023 (Ligue B - Groupe C) |

| Rencontres | Victoire | Nul | Défaite | BM | BE |
| ---------- | -------- | --- | ------- | -- | -- |
| 3          | 1        | 1   | 1       | 4  | 4  |

## T

### Trinité-et-Tobago
Confrontations entre Trinité-et-Tobago et les Bahamas en matchs officiels :
| # | Date         | Lieu           | Match                       | Score | Compétition                                          |
| - | ------------ | -------------- | --------------------------- | ----- | ---------------------------------------------------- |
| 1 | 5 juin 2021  | Nassau         | Bahamas - Trinité-et-Tobago | 0-0   | Qualification pour la Coupe du monde 2022 (1er tour) |
| 2 | 6 juin 2022  | Port-d'Espagne | Trinité-et-Tobago - Bahamas | 1-0   | Ligue des nations 2022-2023 (Ligue B - Groupe C)     |
| 3 | 24 mars 2023 | Nassau         | Bahamas - Trinité-et-Tobago | 0-3   | Ligue des nations 2022-2023 (Ligue B - Groupe C)     |

| Rencontres | Victoire | Nul | Défaite | BM | BE |
| ---------- | -------- | --- | ------- | -- | -- |
| 3          | 0        | 1   | 2       | 0  | 4  |

## V

### Venezuela
Confrontations entre le Venezuela et les Bahamas en matchs officiels :
| # | Date        | Lieu   | Match               | Score | Compétition                                              |
| - | ----------- | ------ | ------------------- | ----- | -------------------------------------------------------- |
| 1 | 5 mars 1970 | Panama | Venezuela - Bahamas | 5-0   | Jeux d'Amérique centrale et des Caraïbes 1970 (Groupe B) |

| Rencontres | Victoire | Nul | Défaite | BM | BE |
| ---------- | -------- | --- | ------- | -- | -- |
| 1          | 0        | 0   | 1       | 0  | 5  |